# 388 Szkolna Dywizja Polowa
388 Polna Dywizja Szkoleniowa (niem. 388. Feldausbildungs-Division) – jedna z niemieckich formacji szkoleniowych. Utworzona we wrześniu 1942 roku jako oddział szkoleniowy dla Grupy Armii Północ na terenie ZSRR. Sztab powstał w I Okręgu Wojskowym, pododdziały w okręgach II i VIII, część kadr pochodziła z Reichsarbeitsdienstu. W maju 1944 roku przekształcona w Polną Dywizję Szkoleniową Nord.
Dowodził nią generał porucznik Johann Pflugbeil. Składała się z dwóch szkoleniowych pułków piechoty (639. i 640.) i oddziałów dywizyjnych.